# Сонгавацо
Сонгавацо (итал. Songavazzo) је насеље у Италији у округу Бергамо, региону Ломбардија.
Према процени из 2011. у насељу је живело 668 становника. Насеље се налази на надморској висини од 643 м.

## Становништво
Према резултатима пописа становништва 2011. у општини је живело 702 становника.
| 1931. | 1936. | 1951. | 1961. | 1971. | 1981. | 1991. | 2001. | 2011. |
| ----- | ----- | ----- | ----- | ----- | ----- | ----- | ----- | ----- |
| 714   | 600   | 641   | 556   | 477   | 548   | 539   | 616   | 702   |